# Agrarrecht (Deutschland)
Das Agrarrecht umfasst alle rechtlichen Aspekte, welche die Landwirtschaft betreffen. Es beinhaltet beispielsweise Lebensmittel-, Futtermittel-, Arten- und Tierschutzrecht, daneben als juristische Querschnittsmaterie auch die für die Landwirtschaft relevanten Regelungen vieler Rechtsgebiete wie Pacht, Bau-, Gesellschafts- oder Steuerrecht.

## Begriff
Die Verwendung des Begriffs Agrarrecht im heutigen Sinn hat sich in Deutschland erst seit 1928 entwickelt, in diesem Jahr wurde an der Universität Berlin erstmals eine Vorlesung mit diesem Titel abgehalten.
Bis zum 18. Jahrhundert sprach man vom Bauernrecht.
Im 19. Jahrhundert verstand man unter Agrarrecht eher die Gesetzgebung im Zuge der Bauernbefreiung, während man für die rechtlichen Sondervorschriften im Boden-, Arbeits- und Pachtrecht den Begriff Landwirtschaftsrecht verwendete.
Ab 1933 wurde durch die Nationalsozialisten der Begriff Agrarrecht durch den ideologischen Begriff Bauern- und Bodenrecht ersetzt.
Nach 1945 verwendete man zunächst mehrheitlich wieder den Begriff Landwirtschaftsrecht. Inzwischen hat sich Agrarrecht als Begriff etabliert und dem europäischen Sprachgebrauch angeglichen, z. B. agricultural law, diritto agrario, droit agraire. Auch in der Schweiz und Österreich wird der Begriff Agrarrecht verwendet.

## Rechtsgebiete
Systematisch sind das agrarspezifische Zivil-, Verwaltungs- und EU-Recht zu unterscheiden.

### Zivilrecht
Die wichtigsten zivilrechtlichen Gebiete des Agrarrechts sind das landwirtschaftliche Sondererbrecht, in Norddeutschland durch die Höfeordnung, ansonsten für Landgüter in § 2049 BGB geregelt, sowie das Grundstücksverkehrs- und Pachtrecht.
Mit den Landwirtschaftsgerichten sind besondere Abteilungen bei den Gerichten für diese Rechtsgebiete eingerichtet.

### Verwaltungsrecht
Auch im Bereich des öffentlichen Rechts gibt es Sondervorschriften für die Landwirtschaft, bsp. Flurbereinigungsverfahren, die Privilegierung für das Bauen im Außenbereich, aber auch die Agrarförderung. Zu nennen sind auch das Tierseuchen- und Tierschutzrecht, das Saatgutverkehrsrecht und Agrarumweltrecht.
Mit dem Agrarsozialrecht  gibt es in Deutschland und Österreich auch ein besonderes Sozialrecht für die Angehörigen der landwirtschaftlichen Berufe.
Schließlich umfasst das Agrarrecht auch Regelungen aus den Materien des Forst-, Fischerei- und des Jagdrechts.

### Europarecht
Art. 38 Abs. 1 Satz 1 AEUV betrifft auch die Landwirtschaft und den Handel mit Agrarprodukten, die wichtigsten Ziele der europäischen Agrarpolitik sind in Art. 39 AEUV zusammengefasst: Produktivitätssteigerung, Sicherstellung der Versorgung (Versorgungssicherheit), Stabilisierung der Agrarmärkte und Sicherung einer angemessenen Lebenshaltung der landwirtschaftlichen Bevölkerung.
Dementsprechend werden in der Bundesrepublik Deutschland und der Republik Österreich die Regelungen des öffentlichen Agrarrechts vom Europarecht dominiert.